# Charenton - Écoles (métro de Paris)
Charenton - Écoles  est une station de la ligne 8 du métro de Paris, située sur la commune de Charenton-le-Pont.

## Situation
La station est construite sous la rue de Paris, le long de la place Aristide-Briand, à l'est de la commune. L'école élémentaire Aristide-Briand, située sur la place du même nom est la plus ancienne école de la commune, même si elle fut reconstruite depuis l'ouverture de la station. Dans la direction de Balard, la station suivant Charenton - Écoles est Liberté, distante d'environ 800 m ; dans la direction  de Pointe du Lac, il s'agit d’École vétérinaire de Maisons-Alfort, à environ 1 km de là, atteinte après franchissement de la Marne par un viaduc.

## Histoire

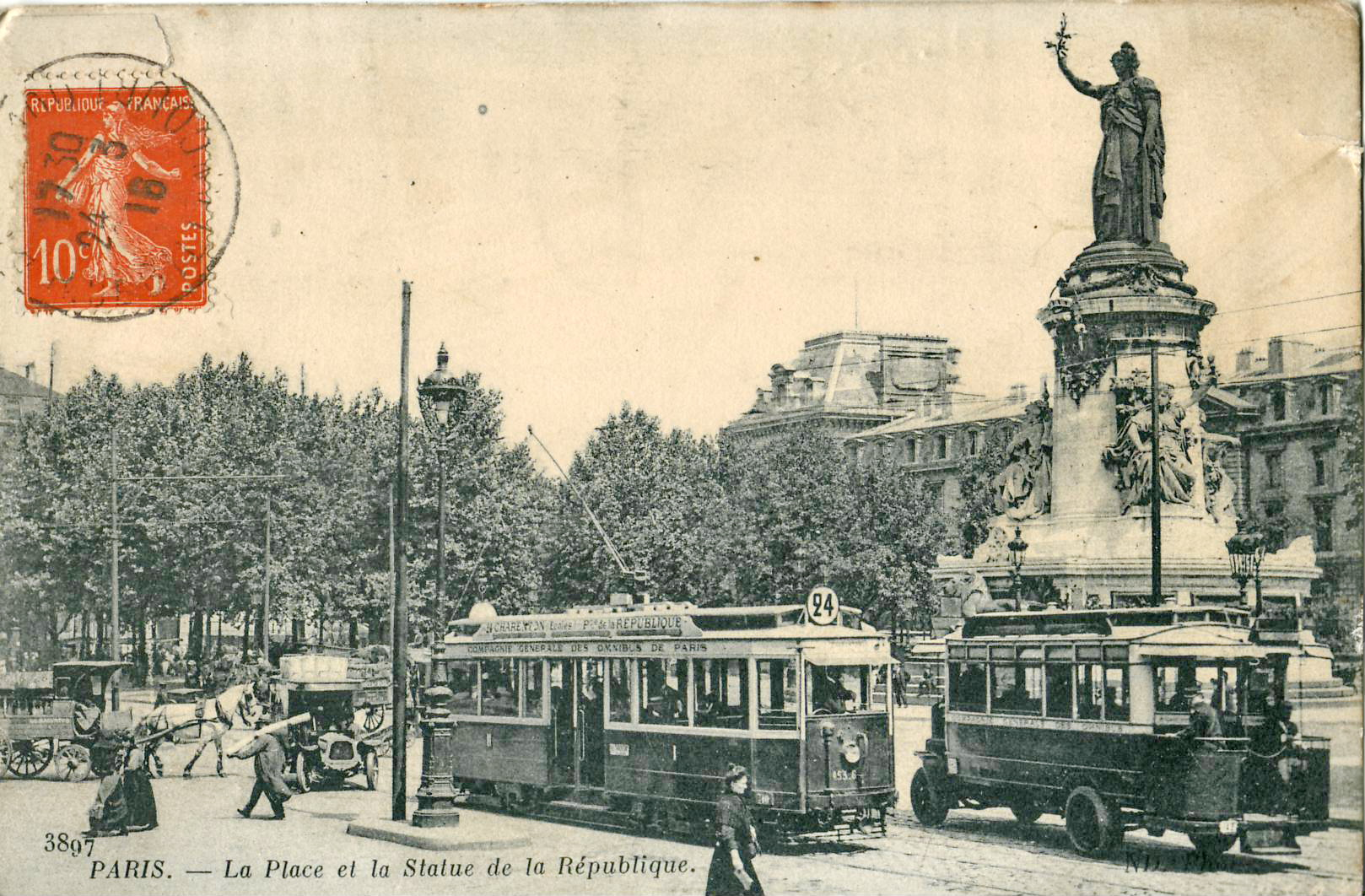
Bien avant que la ligne 8 n'atteigne Charenton - Écoles, la CGO faisait circuler un tramway sur la ligne 24 République - Charenton - Écoles, vu ici sur la place de la République, à Paris, vers 1916.

La station est ouverte au public le 5 octobre 1942 lors du prolongement de la ligne 8 qui, auparavant, s'arrêtait à Porte de Charenton. Le projet de prolongement vers Créteil entraina la destruction en 1937 d'un hôtel particulier situé à l'emplacement de l'actuelle place de Valois, l'hôtel du Plessis-Bellière qui datait de 1640.
Elle demeura le terminus sud-est de la ligne 8 jusqu'au 19 septembre 1970 où elle fut prolongée jusqu'à Maisons-Alfort - Stade.
La station, sous-titrée Place Aristide Briand, est l'une des deux stations de métro situées sur le territoire de la commune de Charenton-le-Pont, l'autre étant Liberté.
Début septembre 2006, une ancienne carrière souterraine a provoqué l'effondrement d'une partie de la place de l'église de Charenton, place située au dessus d'un couloir de la station. L'évenement a endommagé le toit de la station et a provoqué la rupture d'une canalisation d'eau. Le trafic de la ligne n'a pas été perturbé.
De 2016 à 2017, la station a fait l'objet d'une importante rénovation dans le cadre du programme « Un métro + beau ».

### Fréquentation
Nombre de voyageurs entrés à cette  station :
| Année                      | 2013      | 2014      | 2015      | 2016      | 2017      | 2018      | 2019      | 2020      | 2021      |
| -------------------------- | --------- | --------- | --------- | --------- | --------- | --------- | --------- | --------- | --------- |
| Nombre de voyageurs par an | 3 074 333 | 3 111 359 | 3 078 684 | 2 979 524 | 3 067 681 | 3 132 036 | 2 984 929 | 1 654 160 | 2 164 023 |
| Rang                       | 173e      | 170e      | 175e      | 178e      | 177e      | 178e      | 175e      | 155e      | 164e      |
| Nombre de stations         | 302       | 302       | 302       | 302       | 302       | 302       | 302       | 304       | 304       |

## Services aux voyageurs

### Accès
La station dispose de deux entrées et cinq bouches d'accès.
- L'entrée principale (kiosque de vente de billets, arrière du train vers Balard, avant du train vers Créteil) comporte trois bouches d'accès situées :
  - l'accès no 1 « Rue de la République » sur la place de l'église Saint-Pierre (48° 49′ 17,36″ N, 2° 24′ 51,67″ E) ;
  - l'accès no 2 « Rue Gabrielle » au croisement de la rue de Paris et de la rue Gabrielle (66, rue Paris) (48° 49′ 15,9″ N, 2° 24′ 52,4″ E) ;
  - l'accès no 3 « Rue de Conflans » au croisement de la rue de Paris et de la rue Victor-Hugo (77, rue de Paris) (48° 49′ 17,16″ N, 2° 24′ 49,05″ E).

- L'entrée secondaire (borne de vente automatique, avant du train vers Balard, arrière du train vers Pointe du Lac) comporte deux bouches d'accès situées :
  - l'accès no 5 « Rue des Bordeaux » à hauteur du 91, rue de Paris (48° 49′ 20,17″ N, 2° 24′ 44,36″ E) ;
  - l'accès no 6 « Avenue Anatole France » au croisement de la rue de Paris et de la rue Anatole-France (68 bis, rue de Paris) (48° 49′ 20,68″ N, 2° 24′ 44,93″ E).

Aucun de ces accès n'est accessible aux personnes à mobilité réduite.
En outre, il existe  l'accès no 4 « Rue de Paris » un escalator de sortie situé au nord de la station et débouchant à hauteur du 83, rue de Paris (48° 49′ 18,85″ N, 2° 24′ 46,35″ E).

Accès à la station
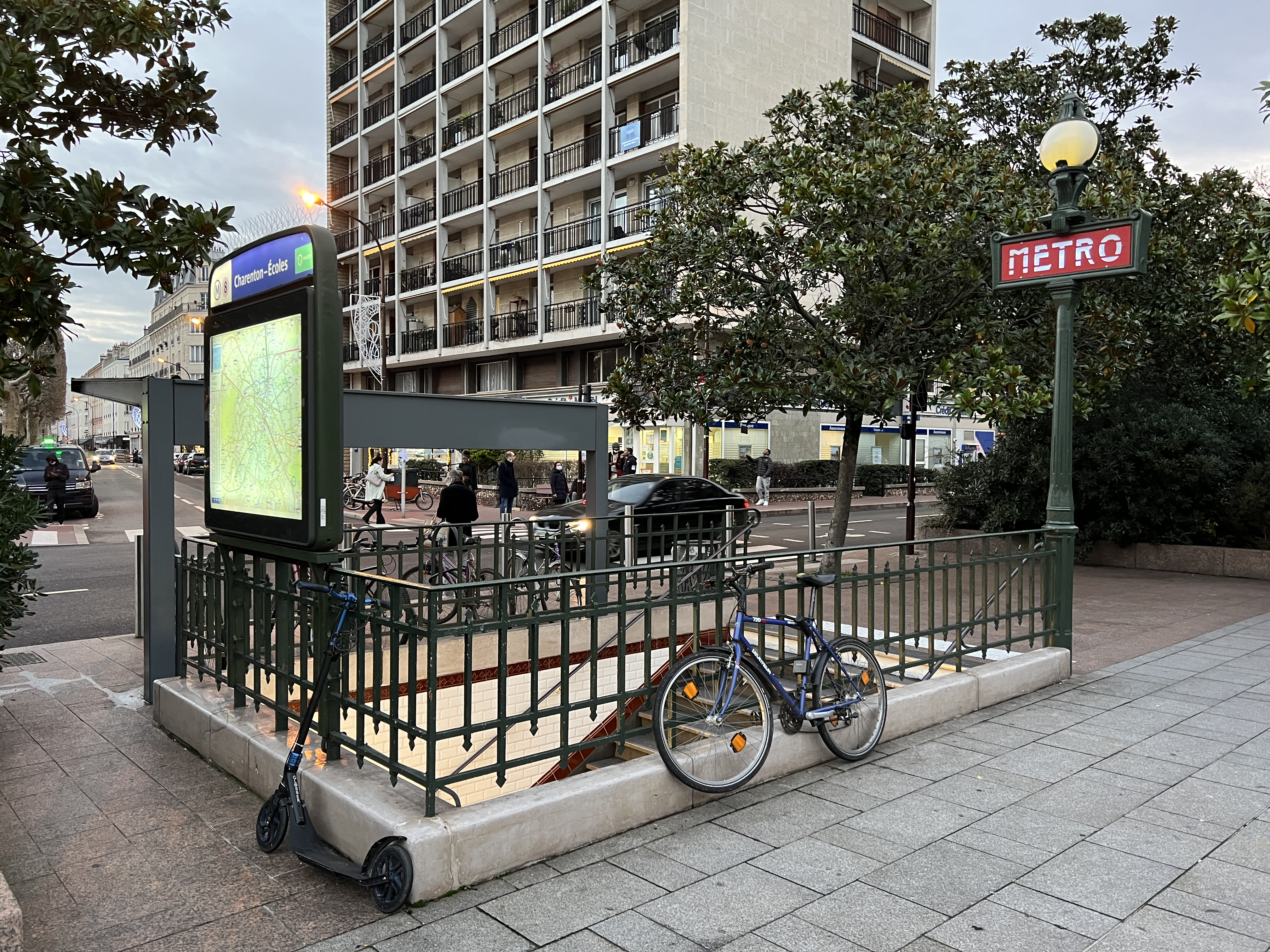
L'accès no 1 « Rue de la République ».
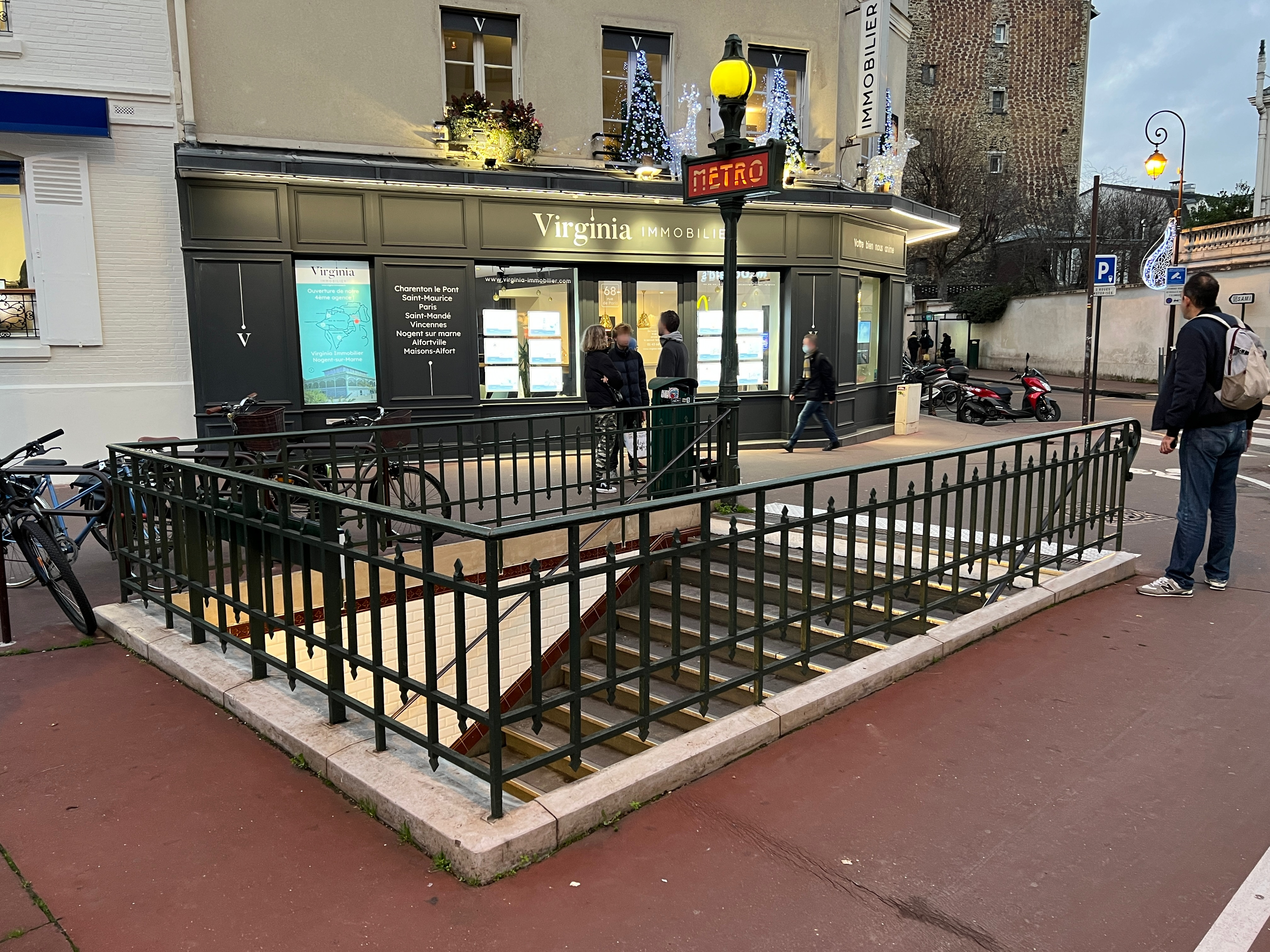
L'accès no 2 « Rue Gabrielle ».
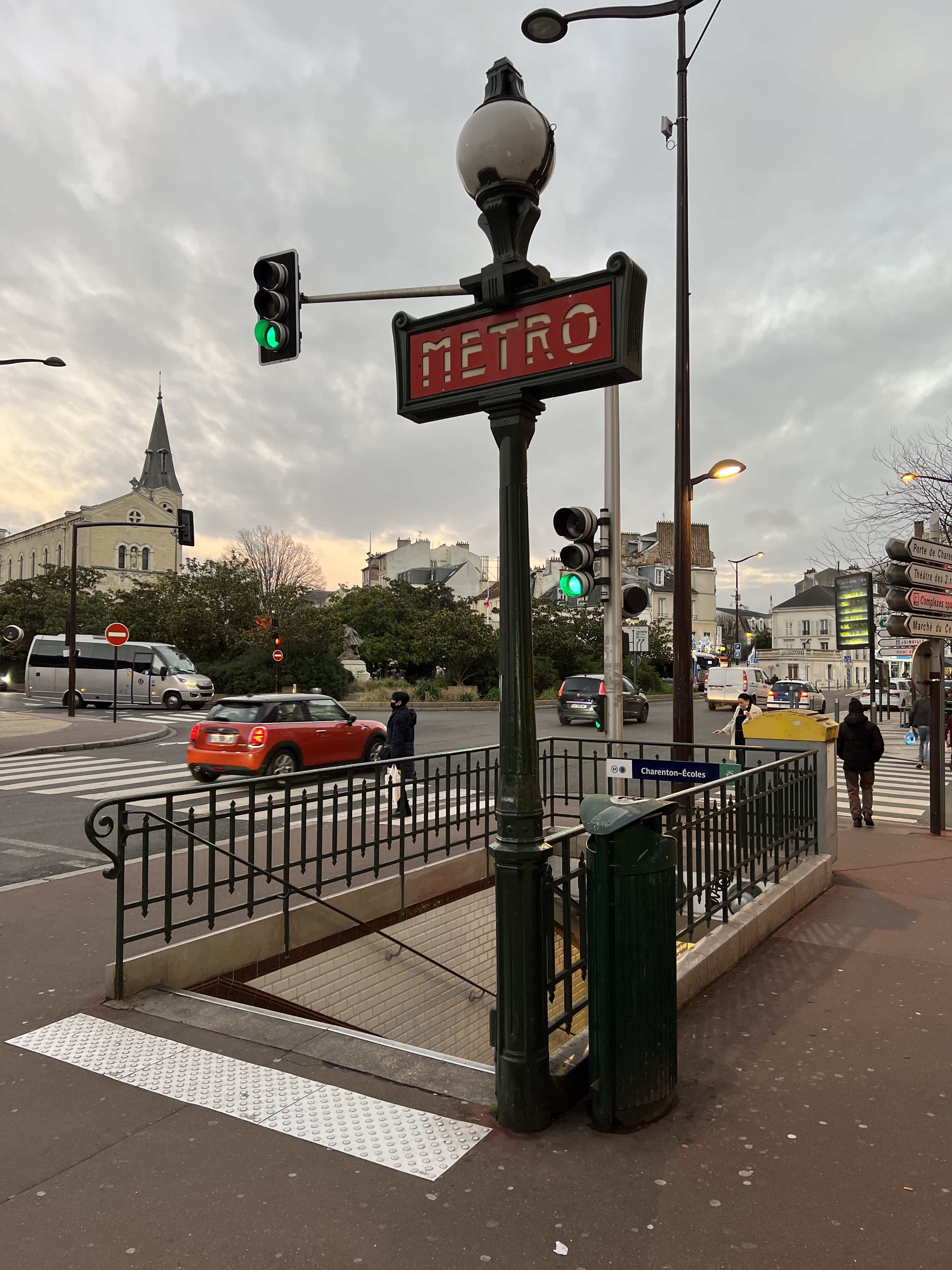
L'accès no 3 « Rue de Conflans ».
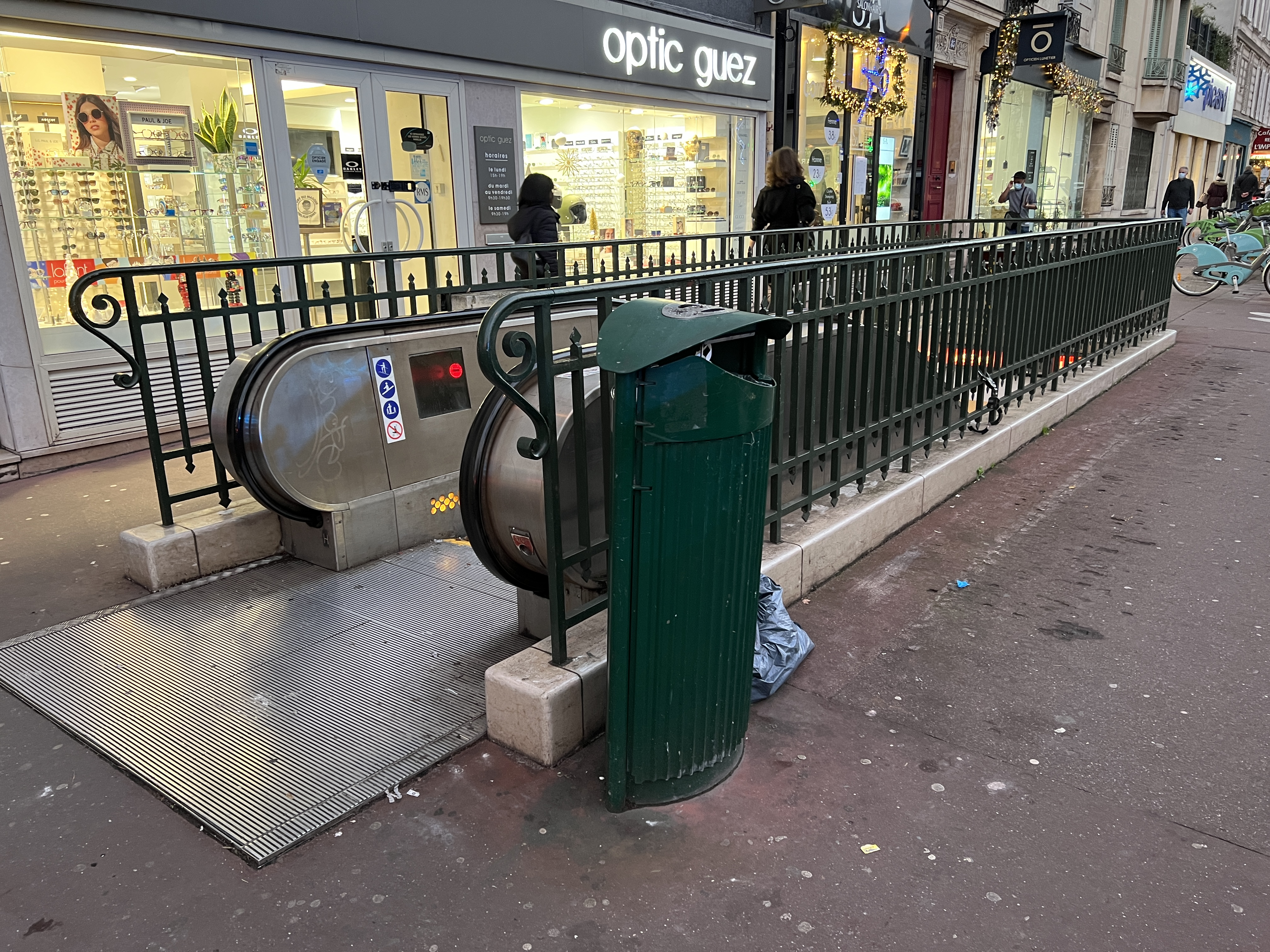
L'accès no 4 « Rue de Paris ».
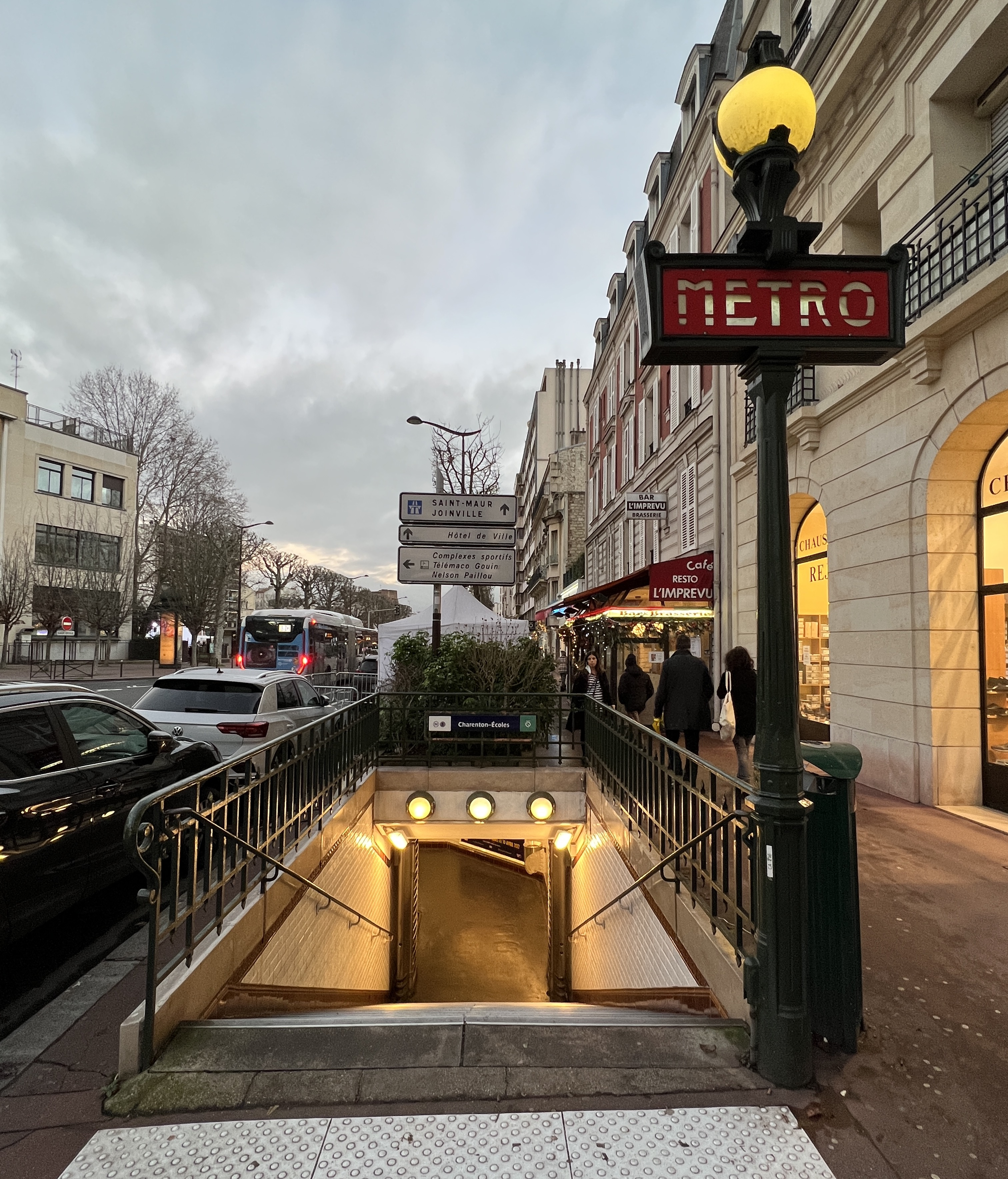
L'accès no 5 « Rue des Bordeaux ».
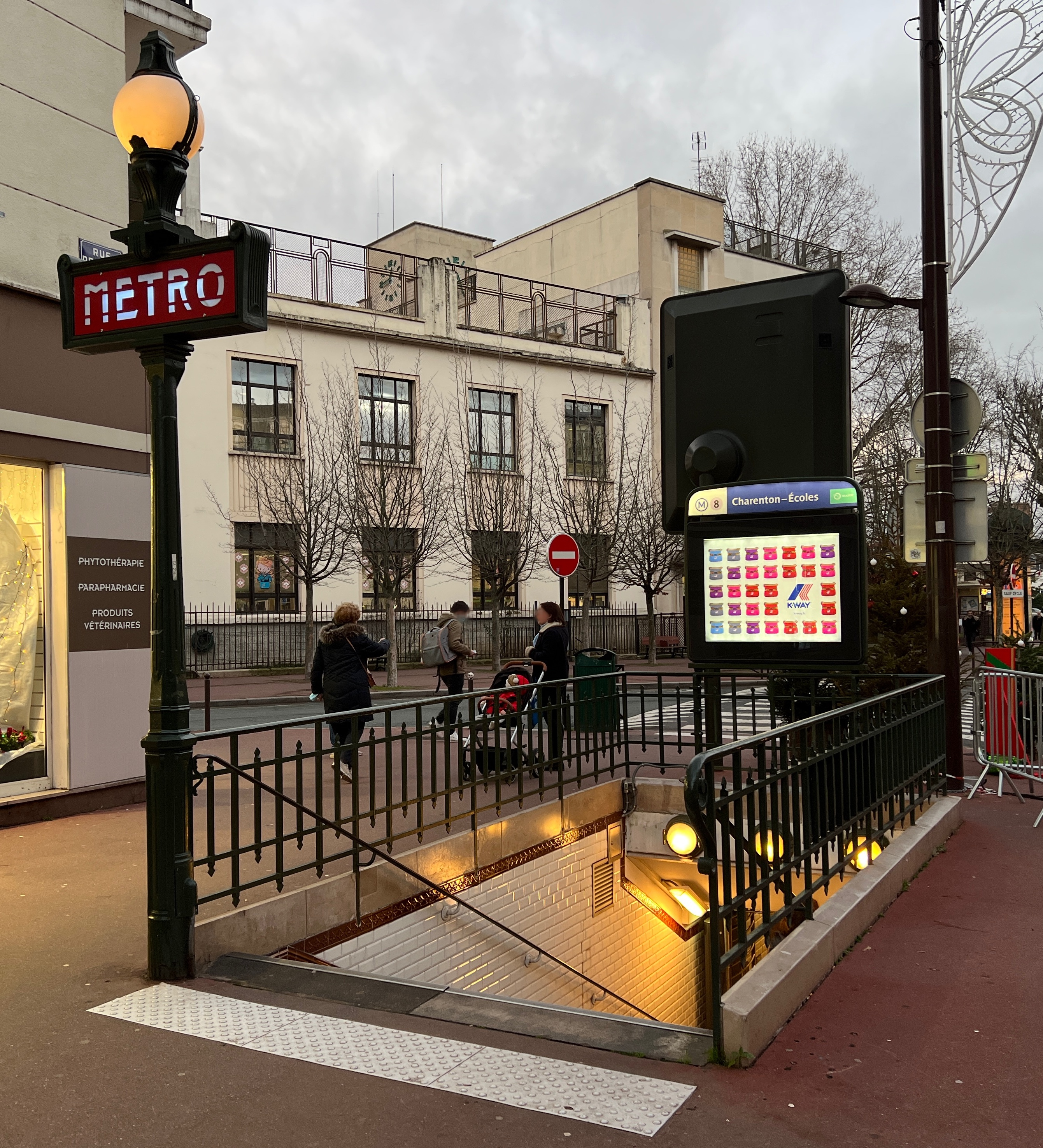
L'accès no 6 « Avenue Anatole France ».

### Quais

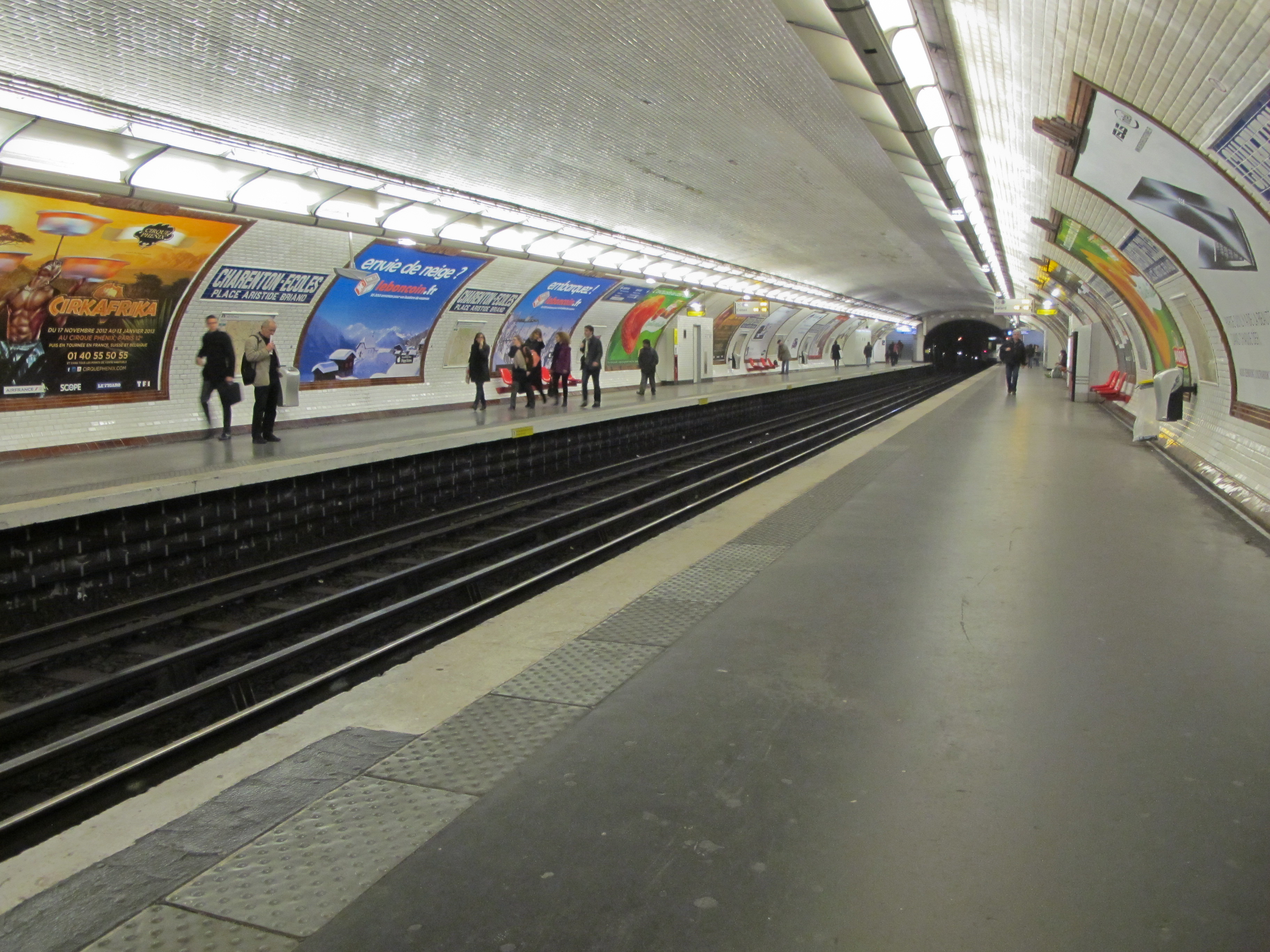
Intérieur de la station avant la rénovation de 2016-2017

Charenton - Écoles est une station de configuration standard avec deux quais séparés par les voies du métro sous une voûte elliptique. Elle possède des bandeaux d'éclairage blancs et arrondis dans le style « Gaudin » du renouveau du métro des années 2000, et les carreaux en céramique blancs biseautés recouvrent les piédroits, la voûte, les tympans et les débouchés des couloirs. Les quais sont équipés de sièges du style « akiko» jaunes et le nom de la station est inscrit en faïence dans le style de la CMP d'origine. Elle est donc décorée dans un style identique à celui appliqué à la majorité des stations du métro de Paris. Seuls les cadres publicitaires sont particuliers : en faïence de couleur marron et avec des motifs simples, ils sont surmontés de la lettre « M ». Ces mêmes cadres ne sont présents que dans 7 autres stations du métro parisien. C'est la dernière station de ce style (carreaux blancs, voûte elliptique, etc.) en direction de Pointe du Lac.

### Intermodalité
La station est desservie par les lignes 24, 111, 180 et 325 du réseau de bus RATP et la nuit, par la ligne N35 du réseau Noctilien.

## À proximité
Plusieurs sites sont accessibles depuis la station Charenton - Écoles comme :
- le bas de la rue de Paris, zone semi-piétonne ;
- l'église paroissiale Saint-Pierre ;
- les quais de la Marne ;
- le bois de Vincennes.